# عنزروت
العَنْزَرُوت  (أو الأَنْزَرُوت أو هو تعريبه) كُحْل فَارِس أو الكُحْل الفَارِسِيّ أو الكُحْل الكُرْجَانِيّ أو القتاد عضلي الرقبة نبات اسمه العلمي (Astragalus sarcocolla Dymock[بحاجة لمصدر])، وهو نوع أعشاب حولية من جنس القتاد. يكثر نبات العنزروت في إيران.